# Селище (притока Турчанки)
Селище — річка в Україні, у Корюківському районі Чернігівської області. Ліва притока Турчанки (басейн Дніпра).

## Опис
Довжина річки 11 км, похил річки — 1,9 м/км. Площа басейну 51,4 км².

## Розташування
Бере початок на південному сході від Лупасового. Тече переважно на північний захід понад Романівською Будою і біля Турівки впадає в річку Турчанку, ліву притоку Снові.